# الخنق (الملاجم)

تعديل مصدري - تعديل

الخنق هي إحدى قرى عزلة ذى خير بمديرية الملاجم التابعة لمحافظة البيضاء، بلغ تعداد سكانها 115 نسمة حسب تعداد اليمن لعام 2004.